# S.O.S. Croco
S.O.S. Croco (1998) – francuski serial animowany. 

## Fabuła
Serial opowiada o przygodach trzech krokodyli – Johnny'ego, Laffy'ego i Barry'ego - pracujących dla organizacji S.T.A.R. jako drużyna Crocosów. Na co dzień prowadzą warsztat samochodowy, który jest jednak tylko przykrywką dla bazy znajdującej się pod ziemią. Kiedy tylko otrzymają od organizacji S.T.A.R. wezwanie do akcji, zamykają swój warsztat i opuszczają bazę celem wykonania misji.

## Wersja polska
W Polsce serial emitowany był na kanale RTL 7 w wersji lektorskiej.
- Wersja polska: RTL 7. Tekst na podstawie tłumaczenia Agnieszki Żuraniewskiej, Bartka Baranowskiego i Katarzyny Karaim Tomasz Potocki, czytał Henryk Pijanowski.

## Bohaterowie
- Johnny – odważny przywódca drużyny, zawsze pełen pomysłów, potrafi znaleźć wyjście z najtrudniejszych sytuacji.
- Laffy – buntownik, często niechętnie wypełniający rozkazy, ale, gdy przyjdzie co do czego, bardzo pomocny.
- Barry – otyły i powolny, ale wierny i odważny kompan pozostałych Crocosów.
- Sir Alistair Mac Monk – szef organizacji S.T.A.R. Posiada jedną z siedmiu Pereł Mądrości.
- Panna Janet – sekretarka Mac Monka, w tajemnicy przed szefem pomaga Crocosom.
- Czcigodni Mędrcy – posiadacze pozostałych sześciu Pereł Mądrości. Mówią niezrozumiałym językiem.
- Lady Millicent Mac Monk - żona Sir Mac Monka, dystyngowana szkocka dama lubiąca grać w golfa.
- Doktor Craine - złoczyńca i genialny naukowiec, były agent S.T.A.R.u, próbuje opanować świat.
- Chertok i Ted Boo - dwaj oddani słudzy Dr. Craine'a, wiernie wykonują rozkazy, nieustannie się kłócąc.
- Sharka - tworzący roboty, żądny władzy przestępca.
- Rolando - dyktator Banas Tropic, bezwzględny i okrutny polityk, pragnący bogactwa i władzy.

## Obsada (głosy)
- Daniel Beretta – Johnny
- Jean-Claude Montalban – Laffy (odc. 1-6)
- Gérard Rinaldi – Dr Craine, Chertok i Ted Boo
- Guillaume Lebon – Laffy (odc. 7-65)
- Benoît Allemane – Barry
- Valérie De Vulpian – Panna Janet
- Roger Carel – 
  - Sir Mac Monk,
  - Profesor Z
- Evelyne Grandjean
  - Wielka Alberta,
  - Lady Millicent Mac Monk